# لیوادیا
لیوادیا
شهر لیوادیا در استان یونان مرکزی در کشور یونان واقع شده است که دارای جمعیت ۲۰٬۹۸۴  نفر می‌باشد.

## نگارخانه

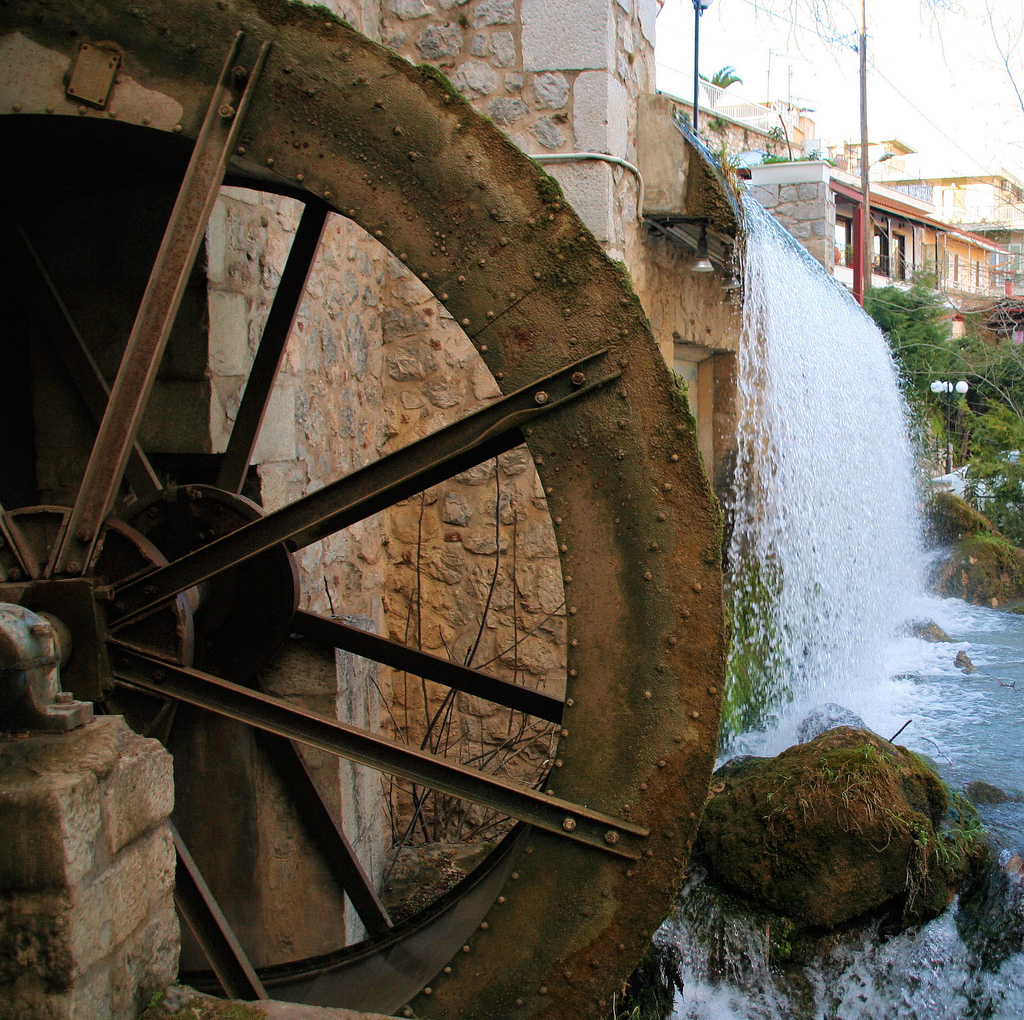
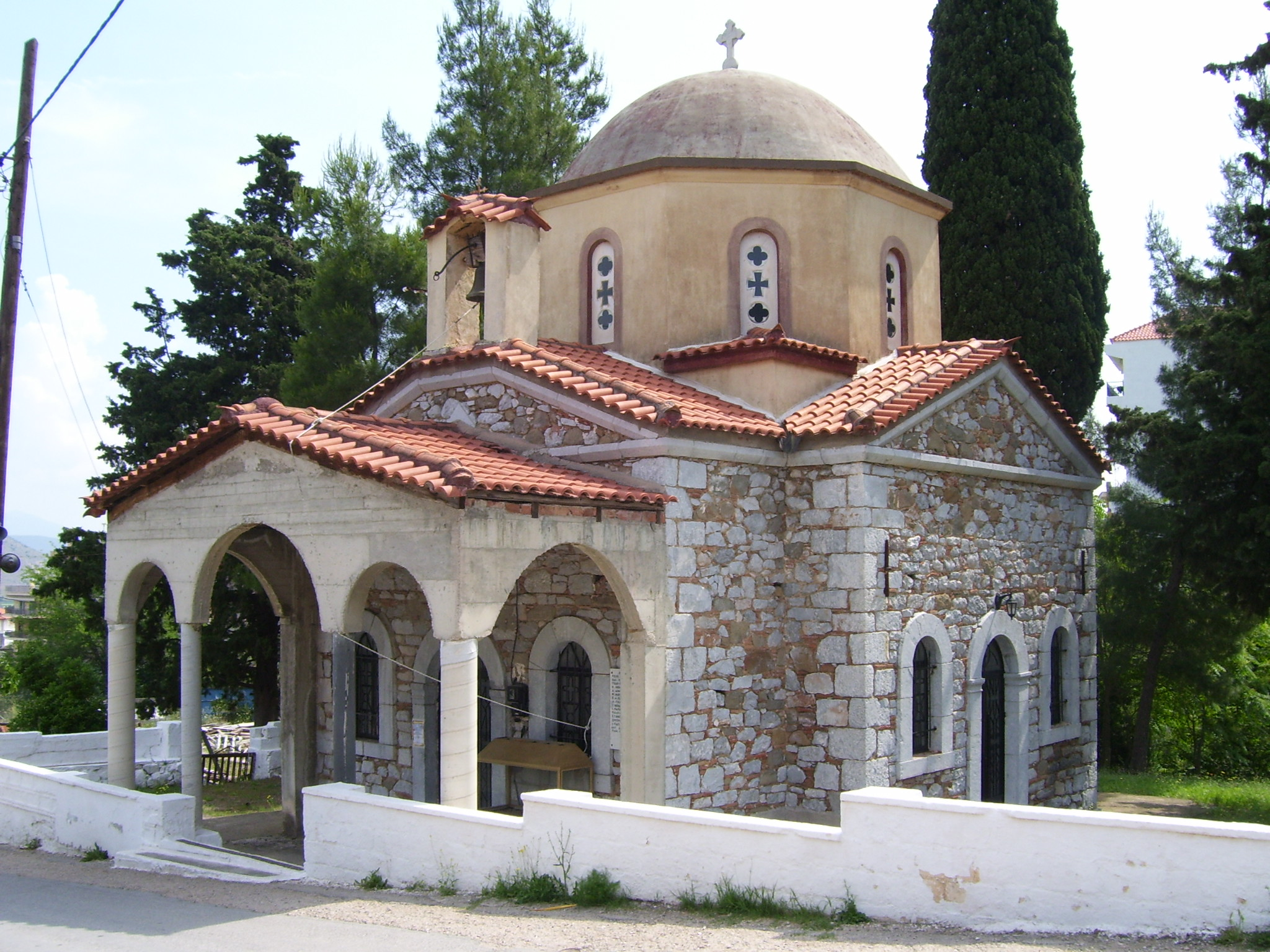
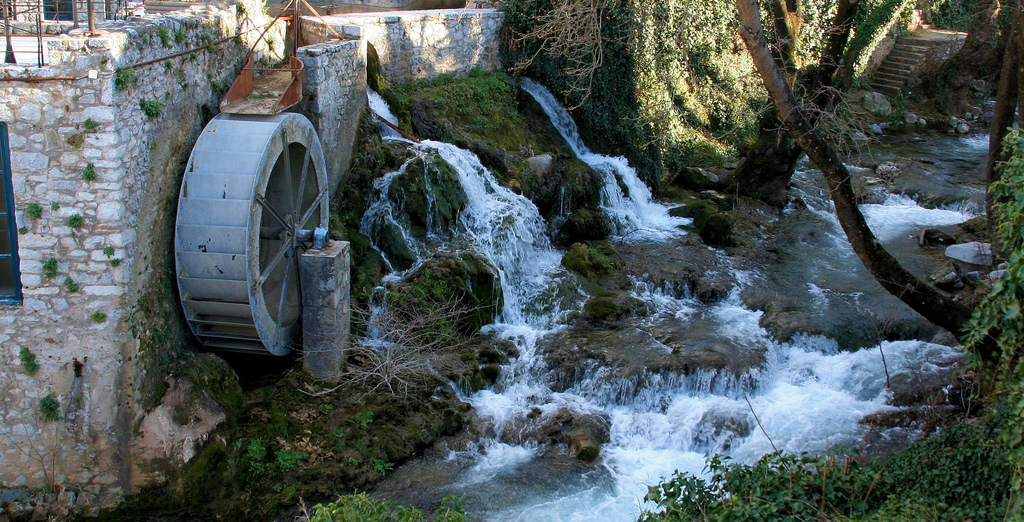